# KBS World Radio
KBS World Radio («Всемирное радио KBS», кор. KBS 월드라디오; ранее Radio Korea и Radio Korea International) — официальная и единственная международная радиостанция Южной Кореи. Принадлежит государственной телерадиокомпании Korean Broadcasting System. Вещает на 11 языках (в том числе на русском).

## История
Радиостанция начала вещание под именем «Голос свободной Кореи» (англ. The Voice of Free Korea) на английском языке 15 августа 1953 года (в День освобождения Кореи). Радиостанция вещала на средних волнах и предназначалась базировавшимся в Корее американским войскам. Передачи велись всего по 15 минут в день. В последующие годы были установлены два 100-киловаттных передатчика, что позволило сигналу достигать Гавайских островов и Северной Америки.
Начало вещания на русском языке — 13 февраля 1961 года.
1 марта 1961 года радиостанция была переименована в «Сеульское международное радио» (HCLA).
С 1 апреля 1973 г. английское название станции сменилось на «Радио Кореи» (англ. Radio Korea), с августа 1994 г. — на «Международное радио Кореи» (англ. Radio Korea International). С 3 марта 2005 г. радиостанция стала называться KBS World Radio («Всемирное радио KBS»).

## Языки вещания
По состоянию на 2017 год радиостанция вещает на 11 языках: русском, английском, арабском, вьетнамском, индонезийском, испанском, китайском, корейском, немецком, французском и японском.